# Kleine kamervlieg
De kleine kamervlieg (Fannia canicularis) is een vliegensoort uit de familie van de Fanniidae. De soort kreeg van Carl Linnaeus in 1758 in de tiende editie van "Systema naturae" de wetenschappelijke naam Musca lateralis. In de tweede editie van zijn "Fauna svecica", in 1761, gaf hij de soort doelbewust een andere naam: Musca canicularis. Dat hij dezelfde soort bedoelde blijkt uit het citeren van de eerdere naam in de synonymie. De nieuwe naam werd ook gebruikt in de twaalfde editie van "Systema naturae", en werd vervolgens de naam waaronder de soort bekend werd. De eerste naam werd door geen enkele auteur gebruikt. In 1965 wees Hugh Cecil Huckett erop dat de naam canicularis volgens de regels van de ICZN een ongeldige naam was omdat het een overbodige nieuwe naam betrof voor een soort die al een naam had. Daarop diende Adrian Pont een verzoek in bij de Nomenclatural Commission om de eerste naam van Linnaeus te onderdrukken omdat het strikt hanteren van de regels zou leiden tot het veranderen van een naam die al meer dan twee eeuwen algemeen werd toegepast voor een welomschreven soort. Dat verzoek werd in 1969 zonder tegenstemmen ingewilligd in Opinion 884.
De kleine kamervlieg wordt circa 3,5–6 mm groot. De kleine kamervlieg is een cultuurvolger met een kosmopolitische verspreiding. De soort wordt makkelijk verward met de huisvlieg (Musca domestica) die echter groter wordt, 6–8 mm.